# بني طيرة (الطيال)

تعديل مصدري - تعديل

بني طيرة هي إحدى قرى عزلة بني جبر بمديرية الطيال التابعة لمحافظة صنعاء، بلغ تعداد سكانها 301 نسمة حسب تعداد اليمن لعام 2004.